# Czwartki lekkoatletyczne
Czwartki lekkoatletyczne – zawody sportowe dla dzieci w wieku 11–13 lat, których organizatorem był rekordzista Polski w biegu na 100 metrów Marian Woronin. Celem imprezy jest wybieranie najlepszych młodych sportowców z całej Polski. Pierwsza edycja czwartków odbyła się w roku 1995 w Warszawie – w zawodach uczestniczyła młodzież z rejonu stolicy, a finał odbywał się na Stadionie Dziesięciolecia. 
Zawodnicy startują w sześciu konkurencjach – biegach na 60, 300, 600 (dziewczęta) i 1000 (chłopcy) metrów; skokach wzwyż i w dal oraz rzucie piłeczką palantową. Najpierw w polskich miastach odbywają się eliminacje – uczestnikom zalicza się pięć najlepszych startów w każdej konkurencji. Trzech najlepszych zawodników z każdej konkurencji bierze udział w finale ogólnopolskim w Warszawie.